# Myeongdeok (metropolitana di Daegu)
Myeongdeok (명동역 - 明德驛, Myeongdeok-yeok) è una stazione della metropolitana di Daegu servita dalla linea 1 della metropolitana di Daegu e gestita dalla DTRO. Si trova nel quartiere di Jung-gu, nel centro della città sudcoreana. Il sottotitolo della stazione è Centro del movimento del 28 febbraio (2·28민주운동기념회관 - 2·28民主運動紀念會館, I-Isibpal Minju undong ginyeom hoegwan.

## Linee

### In esercizio
DTRO
● Linea 1 (Codice: 129)

### In costruzione
DTRO
● Linea 3  (apertura prevista per il dicembre 2013)

## Struttura
La stazione è costituita da due marciapiedi laterali con due binari passanti sotterranei.
| Direzione Daegok | ● Linea 1 | per Yeongdae Byeongwon, Seongdangmot e Daegok |
| Direzione Ansim  | ● Linea 1 | per Banwoldang, Jungangno e Ansim             |

## Stazioni adiacenti
| «       | Servizio | »          |
| Linea 1 | Linea 1  | Linea 1    |
| ------- | -------- | ---------- |
| Gyodae  | -        | Banwoldang |